# Sexteto Mayor
El Sexteto Mayor es un conjunto musical argentino de tango fundado el 29 de abril de 1973 por Luis Stazo y José Libertella, por iniciativa de este último. Caracterizado por sus giras anuales, ha recibido numerosos premios y fue el primer conjunto de tango argentino en ganar el Grammy Latino en 2003.
En 1981 tuvo la primera presentación de repercusión mundial cuando actuaron en París en la inauguración de Trottoirs de Buenos Aires. Integran el famoso espectáculo Tango Argentino, presentado en 1983 en París y con éxito global en Broadway en 1985, y en decenas de ciudades en todo el mundo durante más de una década. En 1993 estrenan el espectáculo Tango Pasión y en 2001 De Gardel a Piazzolla.

## Integración inicial
La integración inicial era:
- José Libertella, bandoneonista, arreglador y codirector.
- Luis Stazo, bandoneonista, arreglador y codirector.
- Reynaldo Nichele, violinista.
- Fernando Suárez Paz, violinista.
- Armando Cupo, pianista
- Omar Murtagh, contrabajista.

## Modificaciones en su integración
- En septiembre de 1973 ingreso el violinista Mario Abramovich y en noviembre de 1974, Mauricio Mise, reemplazando a Reynaldo Nichele y Fernando Suárez Paz.
- En 1975 el pianista Armando Cupo es reemplazado por Juan Mazzadi y el contrabajista Omar Murtagh por Enrique Kicho Díaz.
- En 1980 se retiró el pianista Juan Mazzadi y lo reemplazó Oscar Palermo.
- En 1983 falleció el violinista Mauricio Mise y lo reemplazó Eduardo Walczak
- El 5 de octubre de 1992 falleció Kicho Díaz y lo reemplazó Osvaldo Aulicino. Ese mismo año se suman al conjunto el tecladista y pianista Juan Carlos Zunini y el baterista Jorge Orlando.
- El 8 de diciembre de 2004 falleció José Libertella (en París) y en enero de 2005 Luis Stazo anunció que dejaba el conjunto. Fueron reemplazados por los bandoneonistas Horacio Romo y Walter Ríos, actuando este último como director. El contrabajista Osvaldo Aulicino se retiró y fue reemplazado por Enrique Guerra.
- A mediados de 2005 Ríos dejó el conjunto y fue reemplazado por Pablo Mainetti en tanto Romo asumía la dirección.
- El 8 de febrero de 2007 falleció Oscar Palermo. Lo reemplazó Juan Carlos Zunini y luego Fulvio Giraudo.
- El 1º de diciembre de 2014 falleció Mario Abramovich y fue reemplazado por Pablo Agri.

## Formaciones
Formación Fundacional (1973)
Bandoneón, arreglos y codirección: José Libertella

Bandoneón, arreglos y codirección: Luis Stazo

Violín: Fernando Suárez Paz

Violín: Reynaldo Nichele

Piano: Armando Cupo

Contrabajo: Omar Murtagh

1973 - 1974
Mario Abramovich remplaza a Reynaldo Nichele
Bandoneón, arreglos y codirección: José Libertella

Bandoneón, arreglos y codirección: Luis Stazo

Violín: Fernando Suárez Paz

Violín: Mario Abramovich

Piano: Armando Cupo

Contrabajo: Omar Murtagh

1974 -1975
Mise remplaza a Fernando Suárez Paz
Bandoneón, arreglos y codirección: José Libertella

Bandoneón, arreglos y codirección: Luis Stazo

Violín: Mario Abramovich

Violín: Mauricio Mise

Piano: Armando Cupo

Contrabajo: Omar Murtagh

1975 - 1980
Mazzadi Remplaza a Armando Cupo y Enrique "Kicho" Diaz remplaza a Murtagh.
Bandoneón, arreglos y codirección: José Libertella

Bandoneón, arreglos y codirección: Luis Stazo

Violín: Mario Abramovich

Violín: Mauricio Mise

Piano: Juan Mazzadi

Contrabajo: Enrique "Kicho" Diaz

1980 - 1983
Oscar Palermo remplaza a Juan Mazzadi

Bandoneón, arreglos y codirección: José Libertella

Bandoneón, arreglos y codirección: Luis Stazo

Violín: Mario Abramovich

Violín: Mauricio Mise

Piano: Oscar Palermo

Contrabajo: Enrique "Kicho" Diaz

1983 - 1992
Eduardo Walczak remplaza a Mise
Bandoneón, arreglos y codirección: José Libertella

Bandoneón, arreglos y codirección: José Libertella

Violín: Mario Abramovich

Violín: Eduardo Walczak

Piano: Oscar Palermo

Contrabajo: Enrique "Kicho" Diaz

1992 - 2005
Aulicino remplaza a Enrique "Kicho" Diaz
Bandoneón, arreglos y codirección: José Libertella

Bandoneón, arreglos y codirección: Luis Stazo

Violín: Mario Abramovich

Violín: Eduardo Walczak

Piano: Oscar Palermo

Contrabajo: Osvaldo Aulicino

Teclados y piano: Juan Carlos Zunini

Batería: Jorge Orlando

2005
Gran Cambio en el conjunto: En 2004 fallece José Libertella y Luis Stazo se retira en 2005 (ambos fundadores y columnas vertebrales del conjunto) Osvaldo Aulicio abandona, también, el grupo. Entran en reemplazo (o conformando una nueva agrupación): En bandoneones: Walter Ríos (dirección) y Horacio Romo, en contrabajo Enrique Guerra. Continúan los históricos Mario Abramovich (a quien le ofrecen la dirección y la rechaza), Eduardo Walczak y Oscar Palermo.
Bandoneón y dirección: Walter Ríos

Bandoneón: Horacio Romo

Violín: Mario Abramovich

Violín: Eduardo Walczak

Piano: Oscar Palermo

Contrabajo: Enrique "Quique" Guerra

Teclados y piano: Juan Carlos Zunini

Batería: Jorge Orlando

2005 - 2007
A mediados de 2005 Walter Ríos abandona su efímero puesto de bandoneonista y director y lo remplaza Horacio Romo, en tanto que el restante puesto de bandoneonista lo ocupa Pablo Mainetti.
Bandoneón y dirección: Horacio Romo

Bandoneón: Pablo Mainetti

Violín: Mario Abramovich

Violín: Eduardo Walczak

Piano: Oscar Palermo

Contrabajo: Enrique "Quique" Guerra

Teclados y piano: Juan Carlos Zunini

Batería: Jorge Orlando

2007 - 2014
Se retira Oscar Palermo y el conjunto atraviesa, varios cambios, pero permanecen: Horacio Romo, Mario Abramovich, Eduardo Walczak y "Quique" Guerra
Bandoneón y dirección: Horacio Romo

Bandoneón: Pablo Mainetti, luego Matias González, Lautaro Greco y Luciano Sciarretta

Violín: Mario Abramovich

Violín: Eduardo Walczak

Piano: Juan Carlos Zunini y luego Fulvio Giraudo

Contrabajo: Enrique "Quique" Guerra

Batería: Jorge Orlando

2014 - Actualidad
Fallece, el histórico, Mario Abramovich, lo remplaza su colega Eduardo Walczak, y el puesto vacante es ocupado por Pablo Agri.

Bandoneón y dirección: Horacio Romo

Bandoneón: Luciano Sciarretta
 
Violín: Eduardo Walczak

Violín: Pablo Agri

Piano: Fulvio Giraudo

Contrabajo: Enrique "Quique" Guerra

Timeline

## Espectáculos
Los espectáculos que han presentado son:
- Una noche en Buenos Aires
- Trottoirs de Buenos Aires
- Tango argentino
- Todo al 17
- Tangomanía
- 'Tango Pasión
- De Gardel a Piazzolla.

## Sus inicios
Cuando José Libertella tenía 15 años conoció a Luis Stazo que en ese momento tocaba con Argentino Galván en el Tango Bar. y al año siguiente, 1950, ingresó a la orquesta de Osmar Maderna, donde también tocaba Stazo. Prosiguieron sus respectivas carreras y hacia 1972 surgió la idea de formar un conjunto como el Quinteto Real por lo cual reunieron músicos, algunos pagados de sus propios bolsillos, y comenzaron a tocar juntos una vez por semana en Radio El Mundo (sin recibir retribución) y alternando la dirección del conjunto una vez cada uno. El gran cambio ocurrió cuando los contrataron para tocar en La Casa de Gardel cuyo dueño Machado Ramos les dio el nombre que luego conservaron.
Debutaron allí el 23 de abril de 1973 y el conjunto estaba seguro de que no iba a durar más de quince días, pero continuaron tocando. Pasaron por otros escenarios y como acompañaban a la cantante Gloria Díaz, ella los llevó a Canal 9 y allí fue su debut en la televisión. También estuvieron en Caño 14, El Viejo Almacén y Casablanca.
Una característica que tuvo el conjunto desde el inicio fue el de cuidar los aspectos empresarios y, por ejemplo, compraban sus propios discos para distribuirlos en las radios del interior del país para hacerse conocer.
Tuvieron sus dificultades iniciales, y así evocaba uno de los músicos:

Hasta que nos llamaron de Caño 14, pero el día anterior viajamos a Río Turbio por una función. Era un viaje en avión hasta Río Gallegos y después, 300 kilómetros de tierra. Al otro día era el debut en Caño 14 y no podíamos perder el avión: había que hacer los 300 kilómetros de tierra y el chofer andaba borracho por algún lado. Lo encontramos y lo obligamos a manejar: se iba quedando dormido y le pegábamos con el arco en la cabeza. Cada 50 kilómetros quería tomar algo: pedía cerveza y nosotros se la cambiábamos por café. Tomamos el avión casi por la cola, llegamos roñosos y, así como estábamos, fuimos a Caño 14. Así empezó el Sexteto Mayor en el centro. Fue toda una lucha hasta que pudimos empezar a sobrevivir.
Mario Abramovich

## Formato del conjunto
Inicialmente la formación tenía el mismo formato que el conjunto de los años veinte de Julio De Caro que comenzó una nueva etapa del tango: dos bandoneones, dos violines, piano y contrabajo. Respecto de la voz rompieron una tradición pues si bien fueron muchos los cantantes destacados a los cuales acompañaron en la formación musical no hubo lugar para un cantante estable sino que fue concebido para privilegiar la música. Cuando en 1992 empezaron con el espectáculo Tango Pasión mantuvieron la misma estructura del sexteto pero agregaron como artistas invitados dos bandoneones, dos violines, guitarra, dos pianos, además de cantantes y bailarines.

## Debut en París y consagración en Broadway
En 1981 se produjo otro gran cambio, cuando Tomás Barna llevó al conjunto para inaugurar la tanguería parisina Trottoirs de Buenos Aires, ocasión en que estuvieron, entre otras figuras, Julio Cortázar, Yves Montand y Paloma Picasso. En ese lugar los vio Claudio Segovia, y los convocó para el espectáculo Tango argentino que estaba creando junto con Héctor Orezzoli. Fueron a París en 1983 por una semana pero fue tal el éxito que siguieron presentándolo durante nueve años.
Con música del Sexteto y otras figuras como el dúo Salgán-De Lío; más cantores como Raúl Lavié, Roberto Goyeneche, Elba Berón, Alba Solís, Jovita Luna o María Graña, y bailarines como Juan Carlos Copes y María Nieves, Los Dinzel, Mayoral y Elsa María, Gloria y Eduardo o Virulazo y Elvira, Tango Argentino fue un éxito inesperado tanto en París como en Broadway, que luego continuaron con actuaciones propias o como parte del show Tango Pasión.
Otro de los aspectos particulares del Sexteto Mayor es que está en forma permanente en giras por el mundo, retornando para estar en Buenos Aires uno o dos meses por año, lo que lo ha llevado a ser considerado el conjunto de tango argentino más famoso del mundo. En Buenos Aires hace presentaciones periódicamente, incluso en muchos casos sin percibir remuneración.
A fines de octubre de 1985 alcanzaron consagración total con el espectáculo Tango Argentino en Broadway en el Teatro Mark Hellinger en una temporada que, prevista para seis semanas, se prolongó por seis meses. En los primeros días de 1993 estrenaron el espectáculo Tango Pasión en el Coconut Grave de Miami y a continuación actuación en Broadway para luego seguir en mayo con el espectáculo en el teatro Deutsches de Múnich. En 1996 realizaron una extensa gira por distintos países de Europa, incluyendo Finlandia, San Petersburgo, Moscú y Asia, en Hong Kong y Singapur, con un total de 264 funciones. En 1997 hubo otra extensa gira por Europa que incluyó Atenas, Salónica, Rodas y Estambul y por Asia en Taiwán y Japón, con un total de 237 funciones. En 2001 presentaron el espectáculo De Gardel a Piazzolla en Santiago de Chile. En 2002 actuaron en la fiesta de casamiento de Máxima Zorreguieta con el príncipe heredero de Holanda y luego de una gira por Europa se presentaron en Beirut y a continuación en Estados Unidos. En 2003 realizaron un concierto de apertura en el conocido teatro Concertgebouw de Ámsterdam y actuaron en el Musikhalle Theater de Hamburgo y el mismo año aparecieron en el documental Abrazos, tango en Buenos Aires (2003)

## Estilo
Con excelentes arreglos musicales el repertorio de tango instrumental que va desde los tangos clásicos a los de autores contemporáneos, lo ha hecho famoso en todo el mundo con un incomparable sonido que lo hace sonar como una orquesta. En el conjunto han ido ingresando músicos nuevos reemplazando a los anteriores pero manteniendo siempre el nivel de calidad en la ejecución. Decía Libertella al respecto «nosotros siempre quisimos tener músicos mejores que nosotros y creo que lo logramos».

## Exigencias del trabajo
En la organización de las giras tenía un papel primordial José Libertella, que estaba en cada detalle. Planificarlas, ocuparse de los pasajes, de las reservas hoteleras, probar el sonido en las salas donde se presentan, etc. requerían una gran dedicación. Dice el periodista Jorge Göttling que el Sexteto «exigía severas deserciones en la vida doméstica de cada integrante. La vida familiar (...) fue fatalmente un pasaje con ausencias».
En un reportaje en abril de 2003 al cumplir 30 años el Sexteto Mayor decía su codirector de ese momento José Libertella: «Aunque vivimos de gira, nos presentamos todo lo posible en Buenos Aires, porque sabemos que no hay nada peor que el olvido. Cuando actuamos en Champs Elysées, después de la función vamos siempre al mismo restaurante. Al entrar sale un aplauso de cada rincón. Pero ocurre en París, si no lo ve la familia no es lo mismo».

## Dirección del conjunto
José Libertella y Luis Stazo codirigieron el conjunto hasta que el primero falleció el 8 de diciembre de 2004. Cuando poco después renunciara Stazo le propusieron a Abramovich dirigir el conjunto pero se negó porque siempre su interés fue tocar y nada más. Entonces tomó la dirección Walter Ríos hasta que a mediados de 2005 dejó el conjunto y fue reemplazado en la dirección por Horacio Romo, en tanto que el hijo de Libertella asumió el gerenciamiento del conjunto.

## Premios y reconocimientos
- Premio Gardel de Oro de CAPIF (1976)
- Diploma al mérito de la Fundación Konex en la categoría conjunto de tango de vanguardia (1985).
- Gran Premio de SADAIC (1995) al Gran Intérprete en la categoría música popular ciudadana.
- Premio ACE (1995) por el disco Embajadores del Tango al Mejor Álbum de Música Ciudadana.
- Premio Konex de Platino 1995), Mejor Conjunto de Tango de la Década 1885-1995.[10]
- Diploma al mérito de la Fundación Konex en la categoría conjunto de tango (1995).
- Premio ACE (2000) al Mejor Álbum de Música Ciudadana.
- Medalla del Gobierno de la Ciudad de Buenos Aires y Plaqueta de la Legislatura de la misma ciudad como homenaje a su trayectoria.
- Bandoneón de Oro de la señal de cable Solo Tango.
- Premio APORTA (Ateneo Porteño del Tango) (2000) a los Mejores del siglo XX, en la categoría «mejor sexteto» votado por el público de Uruguay y Argentina.
- Placa del Gobierno de la Ciudad de Buenos Aires por sus 30 años de trayectoria (2003).
- Premio Carlos Gardel (2002) por su disco Homenaje a Piazzolla de la Cámara Argentina de Productores Independientes de Fonogramas.
- Premio Grammy Latino (2003), de la Academia de Artes y Ciencias de la Grabación, por su disco Homenaje a Piazzolla en la categoría «mejor grupo u orquesta de tango»[11]
- Premio Estímulo (2004) del Fondo Nacional de las Artes.
- Diploma al mérito de la Fundación Konex en la categoría conjunto de tango (2005).[10]
- Premio Gardel 2009 al mejor álbum "orquesta de tango".